# József Remecz
József Remecz (* 3. März 1907 in Budapest; † 17. Mai 1989 ebd.) war ein ungarischer Diskuswerfer.
Bei den Olympischen Spielen 1932 in Los Angeles wurde er Neunter und bei den Leichtathletik-Europameisterschaften 1934 in Turin Vierter.
Von 1932 bis 1934 wurde er dreimal in Folge Ungarischer Meister. Seine persönliche Bestleistung von 50,73 m stellte er am 19. Juni 1932 in Dunakeszi auf.